# Вісенте Ігнасіо Ітурбе Домінгес
Вісенте Ігнасіо Ітурбе Домінгес (ісп. Vicente Ignacio Iturbe Domínguez; 1786 — 27 травня 1837) — парагвайський військовий.
Народився в 1785 році в Сан-Педро-де-Йкуамандію, був сином Антоніо Ітурбе та Марії дель Кармен Домінгес.
Брав участь у бойових діях при Парагуарі та Такуарі проти військ Мануеля Бельграно.
Брав участь у акті непокори іспанському губернатору Бернардо де Веласко разом зі своїм братом Хуаном Мануелем.